# 김경훈 (로봇공학자)
김경훈은 대한민국의 로봇인이다.
1987년 서울대 기계설계학과를 졸업하고 삼성정밀(삼성항공-삼성테크윈-한화테크윈으로 사명 변경) 입사와 동시에 KAIST로 학술파견을 나가 그곳에서 제어 전공으로 석사 학위를 받았다. 석사 졸업 후 삼성테크윈(현 한화테크윈)으로 복귀해 반도체 후공정 조립장비인 다이본딩 머신 개발에 참여하였으며, 조립용 수평다관절(SCARA) 로봇 기계설계팀 프로젝트 리더를 맡아 기계설계 총괄, 모터 및 감속기ㆍ베어링 선정, 조립된 로봇의 각종 테스트 등의 업무를 수행해오다 1993년 다시 KAIST로 학술파견을 나가 이동로봇으로 박사 과정을 마쳤다. 1998년 삼성테크윈으로 복귀해 지능형 감시 로봇 시스템 및 칩 마운터(SMT장비) SW개발 업무를 담당하였으며, 2010년부터 선행기술연구소 SW선행개발팀장, 전문위원(상무)등을 거치면서 지능형 로봇 SW 플랫폼 개발, SW 엔지니어링 총괄 업무 등을 수행했다.2016년부터 2018년까지 산업통상자원부 한국산업기술평가관리원에서 대한민국 국가로봇R&D를 총괄하는 로봇PD직을 수행했다. 현재 CJ대한통운 물류자동화 센터장을 맡고 있다.

## 같이 보기
- 지능형 로봇
- 로봇산업
- 로봇인
- 로봇공학자